# Комсомольський (Голишмановський міський округ)
Комсомо́льський (рос. Комсомольский) — селище у складі Голишмановського міського округу Тюменської області, Росія.
Населення — 122 особи (2010, 131 у 2002).
Національний склад станом на 2002 рік:
- росіяни — 86 %